# Nemanja Stefanović
Nemanja Stefanović (cyr. Немања Стефановић, wym. [ně̞maɲa stefǎːnoʋitɕ]) (ur. 12 lutego 1989 w Belgradzie) – serbski siatkarz występujący na pozycji rozgrywającego. W sezonie 2012/2013 był zawodnikiem polskiego klubu AZS Politechnika Warszawska.

## Kariera

### Kariera klubowa
Pierwszym klubem urodzonego w wojwodińskim mieście Pančevo siatkarza był stołeczny klub OK Crvena zvezda Belgrad, w którym grał od 2005 roku. W barwach tego klubu zadebiutował w serbskiej ekstraklasie. Po sezonie 2010/2011 przeniósł się do innego zespołu ekstraklasy - Wojwodiny Nowy Sad. W klubie tym występował jeden sezon.
Pod koniec maja 2012 roku podpisał umowę z pierwszym zagranicznym klubem, AZS Politechnika Warszawska.

### Kariera reprezentacyjna
Stefanović jest byłym reprezentantem Serbii juniorów. Będąc jej członkiem występował w meczach Uniwersjady 2007 oraz Uniwersjady 2009.
W 2011 roku znalazł się w szerokiej kadrze seniorów.